# Campo electrostático
Las cargas eléctricas no precisan de ningún medio material para influir entre ellas y por ello las fuerzas eléctricas son consideradas fuerzas de acción a distancia. En virtud de ello se recurre al concepto de campo electrostático para facilitar la descripción, en términos físicos, de la influencia que una o más cargas ejercen sobre el espacio que las rodea.

## Interacciones entre dos cargas Q y q
Considérese una carga Q fija en una determinada posición (ver figura). Si se coloca otra carga q en un punto {\displaystyle P_{1}} a cierta distancia de Q, aparecerá una fuerza eléctrica actuando sobre q.
Si la carga q se ubica en otros puntos cualesquiera, tales como {\displaystyle P_{2}}, {\displaystyle P_{3}}, etc., en cada uno de ellos también estaría actuando sobre q una fuerza eléctrica producida por Q. Para describir este hecho, se dice que en cualquier punto del espacio en torno a Q existe un campo eléctrico originado por esta carga.
Obsérvese en la figura que el campo eléctrico en los puntos {\displaystyle P_{1}}, {\displaystyle P_{2}}, {\displaystyle P_{3}}, etc., está originado por Q, la cual podrá ser tanto positiva (la de la figura) como negativa. La carga q que es trasladada de un punto a otro para verificar si en ellos existe o no un campo eléctrico, se denomina carga de prueba.
El campo eléctrico puede representarse, en cada punto del espacio, por un vector, usualmente simbolizado por {\displaystyle {\vec {E}}\,\!} y que se denomina vector campo eléctrico.
El módulo del vector en un punto dado se denomina intensidad del campo eléctrico en ese punto. Para definir este módulo, considérese la carga Q de la figura, generando un campo eléctrico en el espacio que la rodea. Colocando una carga de prueba q en un punto {\displaystyle P_{1}}, se verá que sobre ella actúa una fuerza eléctrica. La intensidad del campo eléctrico en {\displaystyle P_{1}} estará dada, por definición, por la expresión:

{\displaystyle {\vec {E}}={\frac {\vec {F}}{q}}}[cita requerida]

La expresión anterior permite determinar la intensidad del campo eléctrico en cualquier otro punto, tales como {\displaystyle P_{2}}, {\displaystyle P_{3}}, etc. El valor de E será diferente para cada uno de ellos.
De {\displaystyle {\vec {E}}={\frac {\vec {F}}{q}}} obtenemos {\displaystyle {\vec {F}}={\vec {E}}q}, lo cual significa que si se conoce la intensidad del campo eléctrico en un punto, es posible calcular, usando la expresión anterior, el módulo de la fuerza que actúa sobre una carga cualquiera ubicada en aquel punto.

## Campo eléctrico creado por una carga puntual
El campo que crea una carga puntual {\displaystyle Q} se deduce a partir de la ley de Coulomb. Considérese una carga de prueba {\displaystyle Q_{0}}, colocada a una distancia r de una carga punto {\displaystyle Q}. La fuerza entre ambas cargas, medida por un observador en reposo respecto a la carga {\displaystyle Q} estará dada por:

{\displaystyle \mathbf {F} ={\frac {Q_{0}Q}{4\pi \epsilon _{0}r^{2}}}\mathbf {u} _{r}}

La intensidad del campo eléctrico en el sitio en que se coloca la carga de prueba está dada por:

{\displaystyle \mathbf {E} ={\frac {\mathbf {F} }{Q_{0}}}}

y por lo tanto resulta:

{\displaystyle \mathbf {E} ={\frac {Q}{4\pi \epsilon _{0}r^{2}}}\mathbf {u} _{r}=K{\frac {Q}{r^{2}}}\mathbf {u} _{r}}

donde {\displaystyle u_{r}\,\!} es un vector unitario en la dirección radial, {\displaystyle \epsilon _{0}\,\!} = {\displaystyle 8,85\times 10^{-12}\,\!} {\displaystyle {\text{C}}^{2}/{\text{N m}}^{2}} es la llamada permitividad del vacío y {\displaystyle K\,\!} es la constante de Coulomb cuyo valor es {\displaystyle 8,98\times 10^{9}\,\!} {\displaystyle {\text{N m}}^{2}/{\text{C}}^{2}}. Donde se tienen las equivalencias:

{\displaystyle K={\frac {1}{4\pi \epsilon _{0}}},\qquad \epsilon _{0}={\frac {1}{4\pi K}}}

respectivamente. La unidad de intensidad de campo eléctrico es {\displaystyle [{\text{N}}/{\text{C}}]} (Newton por Culombio) o {\displaystyle [V/m]\,\!} (Voltio por metro).

## Principio de superposición
La influencia del campo producido por una carga aislada se puede generalizar al caso de un sistema formado por más de una carga y luego extenderse al estudio de un cuerpo cargado. Experimentalmente se verifica que las influencias de las cargas aisladas que constituyen un sistema son aditivas, o en otras palabras, se suman o superponen vectorialmente. Así, la intensidad de campo E en un punto cualquiera del espacio que rodea a varias cargas será la suma vectorial de las intensidades de los campos debidos a cada una de las cargas individualmente consideradas. Matemáticamente se puede considerar la siguiente ecuación:
Donde {\displaystyle K} es la constante arbitraria; n es la cantidad de cargas tenidas en cuenta; {\displaystyle \|{\vec {r}}\|} es la magnitud del vector distancia entre el punto donde se quiere hallar el campo eléctrico total y la carga i; y {\displaystyle {\hat {r}}} es el vector unitario formado de la misma manera. Más adelante se trabajará mejor esta ecuación.

## Representación gráfica del campo eléctrico
Una forma muy útil de esquematizar gráficamente un campo es trazar líneas que vayan en la misma dirección que dicho campo en varios puntos. Esto se realiza a través de las líneas de campo eléctrico, que son unas líneas imaginarias que describen, si los hubiere, los cambios en dirección del campo eléctrico al pasar de un punto a otro, de tal modo que dichas líneas son tangentes, en cada punto del espacio donde está definido el campo eléctrico, a la dirección del campo eléctrico en ese punto.
Según la primera ley de Newton, la fuerza que actúa sobre una partícula produce un cambio en su velocidad; por lo tanto, el movimiento de una partícula cargada en una región dependerá de las fuerzas que actúen sobre ella en cada punto de dicha región.
Ahora considérese una carga q, situada en un punto sobre la que actúa una fuerza {\displaystyle {\vec {F}}}  que es tangente a la línea de campo eléctrico en dicho punto. En vista de que las líneas del campo eléctrico varían en su densidad (están más o menos juntas) y dirección, podemos concluir que la fuerza que experimenta una carga tiende a apartarla de la línea de campo eléctrico sobre la que se encuentra en cada instante.
En otras palabras, una carga bajo los efectos de un campo eléctrico no seguirá el camino de la línea de fuerza sobre la que se encontraba originalmente.
La relación entre las líneas de campo eléctrico(imaginarias) y el vector intensidad de campo, es la siguiente:
1. La tangente a una línea de fuerza en un punto cualquiera da la dirección de E en ese punto.
2. El número de líneas de campo eléctrico por unidad de área de sección transversal es proporcional a la magnitud de E. Cuanto más cercanas estén las líneas, mayor será la magnitud de E.

No es obvio que sea posible dibujar un conjunto continuo de líneas que cumplan estos requisitos. De hecho, se encuentra que si la ley de Coulomb no fuera cierta, no sería posible hacerlo.
Si un elemento de superficie de área {\displaystyle \Delta \ A} es atravesado por {\displaystyle \Delta \ N} líneas y si la intensidad del campo eléctrico en el centro del elemento de superficie es E, se tiene que:
El subíndice n indica que {\displaystyle \Delta \ A} es normal a E. Para convertir esta proporcionalidad en ecuación se elige {\displaystyle \epsilon _{0}} como constante de proporcionalidad. Así, se espacian arbitrariamente las líneas de campo eléctrico de modo que, en cualquier punto, el número de líneas por unidad de superficie y la intensidad del campo eléctrico esté ligado por la relación:
Considérense, ahora, las líneas de campo eléctrico que salen de una carga puntual positiva q y una esfera de radio r arbitrario rodeando la carga y de modo que esta se encuentre en el centro. La intensidad del campo eléctrico en todos los puntos de la superficie de esta esfera es:
En consecuencia, el número de líneas por unidad de superficie es el mismo en todos los puntos de la superficie y está dado por:
Las líneas de campo eléctrico atraviesan la superficie perpendicularmente puesto que E tiene una dirección radial. El área de la esfera es {\displaystyle 4\pi r^{2}\,\!},lo que implica que el número de líneas que atraviesan la superficie es:
Esto demuestra que si el valor del exponente de r, en la ley de Coulomb, no fuera 2, el número de líneas de campo eléctrico no solo no estaría dado por el valor de q, también sería inversamente proporcional a alguna potencia de r y por ello sería imposible dibujar un conjunto continuo de líneas que cumplan los requisitos indicados más arriba.
Para la construcción de líneas de campo eléctrico se debe tener en cuenta lo siguiente:
- A.- Por convención, las líneas deben partir de cargas positivas y terminar en cargas negativas y en ausencia de unas u otras deben partir o terminar en el infinito.

Una carga puntual positiva dará lugar a un mapa de líneas de campo eléctrico radiales, pues las fuerzas eléctricas actúan siempre en la dirección de la línea que une a las cargas interactuantes, y dirigidas hacia fuera porque una carga de prueba positiva se desplazaría en esa dirección. En el caso del campo debido a una carga puntual negativa el mapa de líneas de campo eléctrico sería análogo, pero dirigidas hacia ella ya que ese sería la dirección en que se desplazaría la carga positiva de prueba. Como consecuencia de lo anterior, en el caso de los campos debidos a varias cargas, las líneas de campo eléctrico nacen siempre de las cargas positivas y por ello son denominadas manantiales y mueren en las negativas por lo que se les llama sumideros.
- B.- Las líneas de campo eléctrico jamás pueden cruzarse.

Las líneas de campo eléctrico o de campo salen de una carga positiva o entran a una negativa. De lo anterior se desprende que de cada punto de la superficie de una esfera, suponiendo forma esférica para una carga, puede salir o entrar solo una línea de fuerza, en consecuencia entre dos cargas que interactúan solo puede relacionarse un punto de su superficie con solo un punto de la otra superficie, y ello es a través de una línea, y esa línea es la línea de fuerza.
Si se admitiera que dos líneas de campo eléctrico se intersequen, entonces se podría extender la superficie de la otra carga hacia el lugar donde se intersecan ambas líneas y se podría concluir que dos líneas entran o salen de una superficie de una carga eléctrica. Con esto se está contradiciendo lo postulado inicialmente. En consecuencia, es imposible que dos líneas de campo eléctrico se intersequen.
Por otra parte, si las líneas de campo eléctrico se cortaran, significaría que en dicho punto E poseería dos direcciones distintas, lo que contradice la definición de que a cada punto sólo le corresponde un valor único de intensidad de campo.
- C.- El número de líneas de campo eléctrico que parten de una carga positiva o llegan a una carga negativa es proporcional a la cantidad de carga respectiva.

- D.- Las líneas de campo eléctrico deben ser perpendiculares a las superficies de los objetos en los lugares donde conectan con ellas.

Esto se debe a que en las superficies de cualquier objeto, sin importar la forma, nunca se encuentran componentes de la fuerza eléctrica que sean paralelas a la superficie del mismo. Si fuera de otra manera, cualquier exceso de carga residente en la superficie comenzaría a acelerar. Esto conduciría a la aparición de un flujo de carga en el objeto, lo cual nunca se observa en la electricidad estática.
Las representaciones anteriores reflejan el principio de superposición. Ya sea que las cargas ostenten el mismo signo o signo opuesto, las líneas de campo eléctrico se verán distorsionadas respecto de la forma radial que tendrían si las cargas estuvieran aisladas, de forma tal, que la distorsión es máxima en la zona central, o sea, en la región más cercana a ambas. Si las cargas tienen la misma magnitud, la representación resulta simétrica respecto de la línea media que las separa. En el caso opuesto, predominará la influencia de una de ellas dando lugar a una distribución asimétrica de líneas de campo eléctrico .

## Ecuación de las líneas de campo eléctrico
Siendo el campo tangente a las líneas de campo eléctrico, se cumple:
Ejemplo. Si tenemos una sola carga puntual, todas las líneas de campo son rectas que parten radialmente de la carga en las tres direcciones del espacio. Si nos limitamos a las líneas de campo contenidas en el plano cartesiano XY, el problema se simplifica y nos queda la razón entre {\displaystyle {\frac {E_{y}}{E_{x}}}} es {\displaystyle {\frac {y}{x}}}, de modo que:
siendo C la constante de integración. Este resultado se puede escribir como:
que es la ecuación de una recta que pasa por el origen, como era de esperar.

## Comportamiento de una carga puntual en un campo eléctrico uniforme
Un campo eléctrico ejerce sobre una partícula cargada una fuerza {\displaystyle {\vec {F}}={\vec {E}}q}
Esta fuerza produce una aceleración {\displaystyle {\vec {a}}={\frac {\vec {F}}{m}}} siendo m la masa de la partícula.

### Partícula moviéndose paralelamente al campo
Considérese una partícula de masa m y carga q que se suelta a partir del reposo en un campo entre dos placas paralelas cargadas tal como se muestra en la figura.
El movimiento es similar al de un cuerpo que cae en el campo gravitacional terrestre.
La aceleración está dada por {\displaystyle a={\frac {F}{m}}}
Como {\displaystyle \,\!F=qE}, se cumple que {\displaystyle a={\frac {qE}{m}}}
Aplicando las ecuaciones del  movimiento uniformemente acelerado, como {\displaystyle \,\!v_{0}=0}, se tiene que:
La energía cinética adquirida luego de recorrer una distancia y será;

### Partícula moviéndose perpendicularmente al campo
La figura muestra un electrón de masa m y carga e que es disparado con una velocidad {\displaystyle v_{0}} perpendicularmente a un campo uniforme {\displaystyle {\vec {E}}}.
El movimiento es similar al de un proyectil disparado horizontalmente en el campo gravitacional terrestre. En consecuencia el movimiento horizontal x y el vertical y están dados por las expresiones:

Sustituyendo a t se obtiene: 
 que es la ecuación de la trayectoria.
Cuando el electrón sale de entre las placas, lo hace en una trayectoria recta tangente a la parábola en el punto de salida y puede hacerse llegar a una pantalla fluorescente {\displaystyle \,\!P} colocada a cierta distancia más allá de las placas.